# Begonia conchifolia
Espèce
Synonymes
- Begonia conchifolia var. conchifolia[1]
- Begonia pumilio Standl.[1]
- Begonia scutellata Liebm.[1]
- Begonia warscewiczii Neuman[1]
- Gireoudia conchifolia (A.Dietr.) Klotzsch[1]
- Gireoudia warscewicziana A.DC.[1]

Begonia conchifolia est une espèce de plantes de la famille des Begoniaceae. Ce bégonia rhizomateux est originaire du Costa Rica.

## Répartition géographique
Cette espèce est originaire des pays suivants : Costa Rica ; Panama.

## Classification
Begonia conchifolia fait partie de la section Gireoudia du genre Begonia, famille des Begoniaceae. En classification phylogénétique APG IV (2016), comme classification phylogénétique APG III (2009), celle-ci est classée dans l'ordre des Cucurbitales, alors que dans la classification classique de Cronquist (1981) les Begoniaceae font partie de l'ordre des Violales.
L'espèce a été décrite en 1851 par Albert Gottfried Dietrich (1795-1856). L'épithète spécifique conchifolia signifie « à feuilles en forme de conque ».
Publication originale : Allgemeine Gartenzeitung 19(33): 257–259. 1851.

### Liste des variétés
Selon Tropicos (6 février 2017) (Attention liste brute contenant possiblement des synonymes) :
- variété Begonia conchifolia var. conchifolia
- variété Begonia conchifolia var. rubrimacula Golding